# Annona dodecapetala
Annona dodecapetala är en kirimojaväxtart som beskrevs av Jean-Baptiste de Lamarck. Annona dodecapetala ingår i släktet annonor, och familjen kirimojaväxter. Inga underarter finns listade i Catalogue of Life.